# José Raúl Mulino
José Raúl Mulino Quintero, né le 13 juin 1959, est un avocat, diplomate et homme d'État panaméen, président de la république du Panama depuis le 1er juillet 2024.
Il a été ministre du gouvernement et de la justice de 2009 à 2010 et ministre de la sécurité publique de 2010 à 2014 dans le gouvernement de Ricardo Martinelli. Il a été vice-ministre et ministre des affaires étrangères sous le gouvernement de Guillermo Endara. De 1994 à 1995, il est membre du Conseil national des relations extérieures et magistrat suppléant de la chambre civile de la Cour suprême de justice.
Il a été placé en détention provisoire pour corruption entre 2015 et 2016, avant d’être libéré pour des erreurs de procédure.
Il se présente à l'élection présidentielle panaméenne de 2024, en tant que remplaçant de l'ancien président Ricardo Martinelli à la suite de sa condamnation pour blanchiment d'argent. Mulino était le candidat de Martinelli à la vice-présidence, mais Martinelli est déclaré inéligible. En conséquence, Martinelli soutient Mulino et le parti Realizando Metas désigne ce dernier.

## Biographie

### Jeunesse et carrière juridique
José Raúl Mulino Quintero naît le 13 juin 1959 à David dans la province Chiriquí. Il est le fils de l'homme politique et gouverneur de cette province, José Mulino Rovira, et de la femme d'affaires Nelly Quintero de Mulino, ainsi que le frère du diplomate José Javier Mulino.
Il fait ses études primaires et secondaires à l'école San Vicente de Paul, à David, Chiriquí. Il obtient un Bachelor of Science and Letters à l'université. Il étudie ensuite le droit et les sciences politiques à l'université catholique Santa María La Antigua (en), où il obtient son diplôme en 1982. L'année suivante, il obtient un master's degree en droit maritime à l'université Tulane.
Après avoir été diplômé en droit, il se consacre à la pratique professionnelle privée dans le domaine du droit maritime et, en 1988, il devient l'un des associés fondateurs du cabinet d'avocats Fábrega, Molino y Mulino. C'est à cette époque qu'il commence à militer contre la dictature militaire de Manuel Noriega, en tant que représentant de diverses associations professionnelles.

### Carrière politique
En 1990, José Raúl Mulino est nommé vice-ministre des affaires étrangères, sous le gouvernement du président Guillermo Endara, après la restauration de la démocratie. Après la mort du ministre des affaires étrangères Julio Linares, il devient ministre des affaires étrangères et reste en poste jusqu'à la fin de l'administration en 1994,. Pendant son mandat de ministre, il visite différents gouvernements et organisations internationales et est chef de la délégation de négociation de la République du Panama auprès des gouvernements des États-Unis et du Royaume-Uni, pour la négociation et la signature de traités d'entraide judiciaire en matière pénale et de crimes liés au trafic de stupéfiants. De 1994 à 1995, il est membre du Conseil national des relations extérieures et magistrat suppléant de la chambre civile de la Cour suprême de justice.
Dans le gouvernement Martinelli, il est nommé ministre du gouvernement et de la justice en 2009 et ne sert que pendant un an, jusqu'en 2010 où il présente sa démission. Il est ensuite nommé ministre de la sécurité publique en 2010 et exerce ses fonctions jusqu'à la fin de l'administration en 2014. Il se voit confier des tâches importantes et devient l'un des alliés les plus fiables du président Martinellis. En tant que ministre, il renforce la sécurité dans les rues, grâce à la mise en place de points de contrôle de la police, ce qui, selon Mulino, est un succès puisque la police réussit à arrêter quinze mille criminels qui tentent de quitter le Panama, bien que certains avocats expriment des inquiétudes à ce sujet. Son mandat comme ministre de la Sécurité est marqué par la répression politique à l'encontre des mobilisations sociales. Il dirige en particulier une répression meurtrière (deux morts et plus de deux cents blessés) contre des travailleurs des plantations de bananiers en 2010.
Réputé pour son franc-parler, il n’avait pas hésité à crier « putain de voyous » à des ouvriers qui bloquaient la circulation lors d’une manifestation lorsqu’il était ministre de la Sécurité.
Le 9 mars 2012, il annonce sa démission en tant que ministre du gouvernement et de la justice, après des différends avec le directeur de la police nationale du Panama, Gustavo Pérez, au sujet de la réglementation d'un nouveau statut pour les entités de sécurité de l'État. Cependant, le 14 mars, il se rétracte, après que le président Martinelli a démis Pérez de ses fonctions de policier,. En juillet 2013, il est l'un des responsables de la gestion de la crise du navire nord-coréen Chong Chon Gang, dans lequel Cuba transporte du matériel de guerre dissimulé dans 250 000 sacs de sucre roux, mais qui est immobilisé dans les eaux panaméennes. Les membres de l'équipage nord-coréen sont arrêtés, puis relâchés et expulsés. Ils sont également condamnés à une amende par l'autorité du canal de Panama pour rétention de matériel de guerre.
En 2015, il est emprisonné pour des faits supposés de corruption, mais son procès en 2016 est finalement annulé en raison d'erreurs de procédure.
Mulino s'implique dans la politique des partis et est le fondateur du parti de la solidarité, dont il est d'abord vice-président puis président. Il occupe ensuite le poste de deuxième vice-président de l'Union patriotique. Il rejoint le Changement démocratique de Martinelli en 2011 jusqu'à ce qu'il quitte le parti en 2019. Trois ans plus tard, il  rejoint le nouveau parti fondé par Martinelli, Realizing Goals.

#### Candidatures à la présidence et à la vice-présidence du Changement démocratique
Le 28 mai 2018, José Raúl Mulino se présente comme candidat à la présidence du Changement démocratique (CD), dans le but de reprendre le contrôle du parti à l'ancien dirigeant Martinelli, qui a des frictions avec Rómulo Roux, le nouveau président du CD. Il perd cependant les primaires face à Roux, avec qui il s'allie ensuite, après plusieurs mois de refus, pour soutenir sa candidature aux élections de 2019. Mulino fait valoir que son alliance vise à rétablir les conditions socio-économiques propices à la croissance obtenues sous le gouvernement Martinelli, qu'il a également soutenu lors de son retour dans le pays, mais Roux termine à la deuxième place, perdant de peu face à Laurentino Cortizo.
Mulino est le candidat de Martinelli à la vice-présidence pour les élections de 2024, mais Martinelli est disqualifié après avoir été condamné à près de onze ans de prison pour blanchiment d'argent, assortie d’une interdiction de se présenter. En conséquence, Martinelli, qui est en tête de tous les sondages dans la période précédant l'élection, soutient Mulino et Realizando Metas désigne ce dernier. Après ce soutien, 26 % des personnes interrogées déclarent qu'elles voteraient pour Mulino aux élections, soit 16 points de plus que ses partisans immédiats, selon l'enquête de l'entreprise Mercado Planificado, publiée par le journal La Prensa. Après la disqualification de Martinelli, le Tribunal électoral décide que le bulletin de vote pour la réalisation des objectifs devait mentionner Mulino comme « candidat à la présidence sans vice-président ». Mulino incarne le parti Realizando Metas, fondé par son mentor. Considéré comme appartenant à la droite conservatrice, il déclare se situer au centre-droit dans un pays où la gauche politique est inexistante. Son adversaire à la présidentielle, Ricardo Lombana, se revendique lui aussi du centre-droit.
Le 5 mai 2024, José Raúl Mulino remporte l'élection présidentielle au 1er tour avec 34,3 % des votes. Il est décrit comme un homme de confrontation, dont le leadership est dit autoritaire. Ne voulant pas écorner la popularité de son mentor dont il bénéficiait, il n’a participé à aucun débat présidentiel. Assurant que la condamnation de son mentor était motivée par des considérations politiques, il a assuré qu'il allait le gracier. Il lui rend visite à l'ambassade du Nicaragua, où ce dernier s'est réfugié pour se soustraire à la justice. Marié à Maricel Cohen, propriétaire d’une animalerie, il a également promis la construction d’un hôpital pour animaux, baptisé « Bruno », du nom du chien qui a accompagné Ricardo Martinelli dans l’ambassade du Nicaragua.

#### Président de la république du Panama
José Raúl Mulino est investi président de la république du Panama le 1er juillet 2024, succédant à Laurentino Corenzo.
Le nouveau président affirme dès sa prise de fonction que le scandale international d'évasion fiscale des « Panama Papers », dont l'épicentre était le cabinet d'avocats panaméen Mossack Fonseca, était un « canular international » visant à nuire au système financier du pays.